# Francis van Aarssens

Erb Francise van Aarssense

Francis van Aarssen neboli François van Aerssen (27. září 1572 v Bruselu – 27. prosince 1641 v Haagu), dědičný pán ze Sommelsdijku, Ooltgensplaatu a Spijku, byl diplomat Republiky spojených nizozemských provincií.
Byl synem významného nizozemského úředníka Cornelise van Aerssena a už v 26 letech byl Johanem van Oldenbarneveltem odeslán do Paříže ve funkci nizozemského vyslance. V roce 1609 se zde významně podílel na vyjednání dvanáctiletého příměří mezi Nizozemskem a Španělskem.
Později byl rádcem Frederika Hendrika Oranžského a vyslancem také v Benátkách a v Londýně.
Kardinál Richelieu jej řadil mezi tři největší politiky své doby.